# Xylocampa lithoriza
Xylocampa lithoriza är en fjärilsart som beskrevs av Moritz Balthasar Borkhausen 1792. Xylocampa lithoriza ingår i släktet Xylocampa och familjen nattflyn. Inga underarter finns listade i Catalogue of Life.